# Mookgophong
Mookgophong (fino al 2006 Naboomspruit) è un centro abitato del Sudafrica, situato nella provincia del Limpopo.